# Star Citizen
Star Citizen é um próximo jogo de simulação espacial para Microsoft Windows e Linux. Star Citizen será composto de dois componentes principais: o primeiro será um MMO com ênfase em combate espacial em primeira pessoa, mineração, exploração e comércio com elementos de tiro em primeira pessoa(FPS), com  universo persistente e servidores privados customizados, e o segundo terá campanha solo e cooperativo intitulado de Squadron 42. O jogo é construído sobre uma versão modificada CryEngine e contará com o suporte do Oculus Rift.
Ambos Star Citizen e Squadron 42 são ambientados no século 30 da Via Láctea, centrado no fictício Império Unido da Terra (UEE), um análogo do antigo Império Romano. Um tema central do jogo é a cidadania – ou a falta dela – no UEE, que precisa ser obtida através de ações do jogador, tal como, completando um período no serviço militar. É antecipado que os cidadãos irão desfrutar de certos benefícios in-game, como pagar taxas de impostos reduzidas, mas os detalhes exatos ainda precisam ser determinados.
Uma forte aposta será à interação do jogador, com o comportamento do jogador influenciando e sendo influenciado por uma sistema econômico dinâmico.
Star Citizen e Squadron 42 são produzidas pela empresa do Chris Roberts chamada Cloud Imperium Games e pela contraparte européia Foundry 42, e são comercializados pela subsidiária da Cloud Imperium Games, chamada Roberts Space Industries. Os trabalhos anteriores do Chris Roberts incluem games como Wing Commander, Wing Commander: Privateer, Starlancer and Freelancer.

## Gameplay
Star Citizen pretende combinar vários gêneros de jogos, incluindo comercio espacial, simulador de combate e elementos FPS(first-person shooter, ou tiro em primeira pessoa), em um jogo multi-jogador massivo online.
Aludindo ao universo online do Star Citizen, Chris Roberts destaca a importância do conteúdo direcionado ao jogador(player-driven content): "É como se fosse um sandbox para qualquer pessoa, onde ocasionalmente você irá transmitir pequenos detalhes de sua personalidade, que poderá gerar intriga e drama nas demais." O sistema econômico é descrito como direcionado à personagem não jogável(NPC), no entanto, com os jogadores lentamente assumindo esse papel para garantir que a população no jogo não perturbe a economia.
Roberts enfatiza seu foco na imersão: "As mudanças na indústria da tecnologia irá me proporcionar a fazer uma experiência muito mais imersiva. [...] É tudo sobre a suspensão da descrença."
O Combate espacial em Star Citizen utiliza um modelo de física Newtoniana para criar escolhas táticas para o jogador. Jogadores irão completar objetivos para ganhar a moeda usada para comprar, reparar e aprimorar suas naves ou para comprar itens usados no comércio.
As mecânicas do FPS do jogo são relatadas como sendo inspiradas por jogos como Rainbow Six, ARMA, Counter-Strike e Killzone.

### Arena Commander
Arena Commander é o segundo componente alfa jogável do Star Citizen. Ele é um simulador de combate espacial in-fiction(um simulador dentro do jogo) permitindo jogadores testar naves de combate contra outros jogadores ou contra oponentes com inteligência artificial. Ele proporciona um modelo de voo  altamente detalhado, simulando o voo espacial usando a massa da nave, localização e a força dos propulsores. Outros recursos incluem a aplicação realística da força-G no piloto e no alto nível de fidelidade visual. Corrida e o modo cooperativo foram adicionados em uma atualização. Digno de importância é a habilidade de "desacoplar" naves do eixo de navegação para ganhar uma vantagem no combate.

### Star Marine
Star Marine será o quarto módulo disponível para jogar. Star Marine terá como aspecto o tiro em primeira pessoa(FPS), disponível como uma simulação, semelhante a Arena Commander. Ele inicialmente terá dois modos de jogo principais: o primeiro modo será para 16 jogadores, jogo entre Marines e Outlaws, situado em uma estação espacial abandonada, o "Gold Horizon Platform". As mecânicas do FPS são projetadas para serem relativamente realistas com níveis de armadura(armor), posturas de armas(weapon stances) e efeitos de resistência(stamina effects) manifestando-se como respiração pesada. O segundo modo era para ser uma arena de gravidade zero. Esta arena é influenciada pelas descrições dos combates da "escola de batalha(battle school)" no cartão de Orson Scott do livro Ender's Game, apresentando uma grande esfera de vidro com obstáculos flutuante. As equipes adversárias visam capturar as outras entradas/portões usando pistolas não-letais contra os jogadores inimigos e utilizando um "feixe trator" para se movimentar ao redor da arena de gravidade zero tridimensional. Os obstáculos flutuantes podem ser usados como cobertura e pontos de tração para o movimento do jogador. No entanto, ele foi substituído pelo "Sata Ball" que é um esporte ficticio para 32 jogadores que também usará a arena de gravidade zero.

### Universo persistente
Star Citizen continuará a se desenvolver depois do lançamento comercial através do gameplay emergente gerado pelos jogadores e dos novos conteúdos que serão desenvolvidos pela Cloud Imperium Games para a base do jogo. Jogadores e organizações poderão ser proprietários de determinados processos de produção, incluindo fabricas e minas. Naves capitais podem ser adquiridas e operadas por jogadores. Seletos "planetas sem lei" irão possuir combates terrestres usando armas de infantaria. Armamentos pessoais podem ser também usados para invadir naves e estações incapacitadas.
Procedimentos baseados em pousos e decolagens na zona de pouso de Levski em Nyx foram demonstradas ao vivo no feriado do dia 16 de dezembro de 2015. A tecnologia está sendo desenvolvida por Foundry 42 em Frankfurt, Alemanhã.
Jogadores não serão separados por diferentes servidores. Uma mecânica de instância e matchmaking lidará como os jogadores conectam entre si. Os desenvolvedores planejam incluir um controle que permite aos jogadores determinarem os seus leveis de exposição em relação aos demais jogadores.

### Squadron 42
Squadron 42 é uma história baseada na campanha solo dentro do universo fictício de Star Citizen descrito pelos desenvolvedores como sendo o "sucessor espiritual do Wing Commander". Ele está sendo desenvolvido pelo estúdio Foundry 42 UK sob a supervisão do irmão de Chris Roberts, Erin, que já trabalhou com ele na série Wing Commander e liderou a produção e o desenvolvimento de títulos como Privateer 2: The Darkening and Starlancer.
O enredo interativo gira em uma unidade militar de elite e envolve o alistamento do personagem no United Empire of Earth Navy, participando de uma campanha que começa com uma grande batalha espacial. As ações dos jogadores irão permitir, opcionalmente, alcançar a cidadania na UEE e afetar os seus estados no universo persistente do Star Citizen, mas não é necessário jogar um para ter acesso ao outro. Além da simulação do combate espacial e dos elementos FPS, foi relatada características que incluem um sistema de conversa que afeta as relações com os pilotos NPC e um modo opcional de multiplayer cooperativo. O jogo está previsto para ser lançado em vários capítulos, o primeiro dos quais é esperado para estar disponível para os apoiadores elegíveis do projeto no início de 2016, oferecendo um número estimado de 20 horas de jogo para SQ42 Episódio 1, com cerca de 70 missões que valem a pena joga, "Squadron 42 Episódio Dois: Atrás das Linhas Inimigas" e "Episódio 3", irão lançar ainda em 2016 e 2017, respectivamente.
O elenco para Squadron 42 inclui os seguintes atores e atrizes: Gary Oldman - como Almirante Ernst Bishop; Mark Hamill - como Tenente-Comandante Steve "Old Man" Colton; Mark Strong; Craig Fairbrass; Liam Cunningham - como Capitão Noah White da UEES Stanton; Ben Mendelsohn; Ian Duncan - será o Protagonista; Jack Huston - como "Capitão Sky" Cal Mason; John Rhys-Davies como Graves; Andy Serkis como Thul'Óqquray; Harry Treadaway; Gillian Anderson - como filha do Almirante Bishop, Sophie Wu - como o suboficial Webster; Sandi Gardiner; Rhona Mitra - como Oficial Executiva Kelly do UEES Stanton e Gemma Whelan.

## Desenvolvimento
Star Citizen e Squadron 42 são produzidos em um processo de desenvolvimento distribuído pela Cloud Imperium Games e Foundry 42 com estúdios em Austin, Frankfurt, Santa Monica e Wilmslow, em cooperação com Behaviour Interactive e illFonic. O jogo utiliza o sistema de inteligência artificial Kythera, desenvolvida pela Moon Collider. Outros parceiros que estão ou estiveram trabalhando no projeto incluem CGBot, Rmory, The Imaginarium Studios, Turbulent, Virtuos, voidALPHA and Wyrmbyte. Os desenvolvedores também trocam conhecimento e tecnologia com a Warhorse Studios, os criadores do Kingdom Come: Deliverance.
O desenvolvimento do jogo começou em 2011 com a construção de uma demostração atraves de uma versão modificada da game engine CryEngine 3, depois atualizada para a 4ª geração. Star Citizen irá suportar a API gráfica Mantle da AMD.
Star Citizen está sendo desenvolvido usando uma abordagem modular, com o primeiro módulo (intitulado "Módulo Hangar") lançado em 29 Agosto de 2013 com o intuito de coincidir com apresentação do jogo na feira de 2013 da Gamescom.
O lançamento inicial alpha do Modulo Hangar permitiu aos apoiadores do projeto explorar suas naves virtuais na perspectiva em 1ª pessoa. Atualizações subsequentes no Modulo Hangar irão incluir a habilidade de adicionar upgrades e modificações nas naves do jogador e a disponibilidade de convidar amigos para seus hangares. O sistema de módulos destina se para ser interativo em natureza, com  versões de módulos atualizadas sendo lançadas quando funcionalidades adicionais e conteúdos forem finalizados.
O segundo módulo foi lançado em 4 de junho de 2014. Ele foi inicialmente chamado de Arena Commander e permite aos apoiadores testar uma parte das naves de combate e corrida do jogo contra outros jogadores ou oponentes artificiais(AI). Atualizações futuras no Arena Commander irão adicionar naves multi tripuladas e mapas adicionais.
O componente FPS do jogo foi revelado na PAX Australia em 2014. illFonic foi oficialmente revelada como desenvolvedor do módulo. A demonstração apresentada exibiu o combate cooperativo de 4 jogadores abordo de uma estação espacial tanto em gravidade artificial e imponderabilidade. Recursos notáveis incluem a sincronização das animações de primeira pessoa e terceira pessoa, e a separação entre o movimento da cabeça e dos braços. Em Agosto de 2015 a Cloud Imperium Games confirmou em depoimento para en:GamesIndustry.biz que o desenvolvimento do módulo Star marine está próximo de conclusão e uma 'transição' está em curso já que a parte da IllFonic no desenvolvimento do módulo está chegando ao fim. Depois que os apoiadores continuaram perguntando o que aconteceu com o Star Marine e que muitas publicações online noticiaram que ele havia sido cancelado, Chris Roberts tratou o problema no '10 for the Chairman: Episode 75' em 25 de Janeiro de 2016, dizendo que o Star Marine não havia sido cancelado e que agora o desenvolvimento estava sendo feito 'em casa'.
Em Dezembro de 2015, o módulo "Universo Persistente" foi lançado na forma do Alpha 2.0.
Outro módulo confirmado inclui o módulo "Planetário" uma campanha solo/coop intitulada Squadron 42.
Star Citizen irá ter línguas fictícias distintas para as três maiores raças alienígenas: os Banu, os Vanduul e os Xi'An. De acordo com a meta de 50 milhões de dólares da campanha de financiamento do jogo, as linguagens são criadas individualmente por especialistas em linguística. Outras raças alienígenas em Star Citizen são os Tevarin e os Kr'Thak.

### Financiamento
Em outubro de 2012, os desenvolvedores do jogo começaram uma campanha de financiamento colaborativo(crowdfunding) em seu próprio site utilizando IgnitionDeck, um plugin de crowdfunding para o WordPress. Após uma semana de campanha, eles também iniciaram uma campanha suplementar no Kickstarter. O financiamento rapidamente superou a meta inicial e subsequentemente foram objetivos adicionais para o financiamento de campanha, o que elevou a promessa de melhorar e expandir o conteúdo no lançamento. A data final inicial do financiamento da campanha no site RSI foi posteriormente estendido por 10 dias, para coincidir com a data de fim no Kickstarter e estender o periodo de contribuição. Em 17 de novembro de 2012, dois dias antes do encerramento da campanha, o jogo alcançou o recorde de maior projeto de jogo financiado com mais de US$4,2 milhões. Ao final da campanha, o total valor total arrecadado estava acima de todas as expectativas iniciais fixadas pela Cloud Imperium Games alcançando US$6,2 milhões.
Após a campanha inicial, o financiamento tem continuado através do site do jogo. Em meados de 2013, com US$15 milhões captados em menos de um ano, Star Citizen tornou-se o "o maior projeto de financiamento colaborativo já existente". Em 2014, o livro dos Recordes do Guinness listou a soma de US$39,680,576 arrecadado no site Star Citizen como o "maior quantia já levantada através de crowdsourcing". Durante o evento da Gamescom de 2014, no dia 15 de agosto, Chris Roberts anunciou que campanha de crowdfunding ultrapassará US$50 milhões. de acordo com o site do jogo, o financiamento superou US$107 milhões em janeiro de 2016. O projeto continua a receber contribuições e os desenvolvedores estão considerando oferecer sua plataforma de crowdfunding proprietaria como um serviço para outros projetos.
Por contribuir com o financiamento do projeto, os apoiadores recebem recompensas virtuais na forma de pacotes de recompensas, que incluem uma nave espacial e créditos para comprar equipamentos adicionais e para cobrir os custos iniciais no economia virtual, como combustível e taxas de aluguel, mas, de acordo com os desenvolvedores, os jogadores serão capazes de ganhar todas as recompensas que apoiadores receberam, no jogo em si,  sem ter que gastar dinheiro adicional, com a exceção de alguns como, itens de cosméticos e Seguro de Vida (LTI).
A meta da arrecadação de fundos para o Star Citizen na campanha do Kickstarter foi de US$500.000. Os desenvolvedores, no entanto, definiram um número de metas de financiamento para a campanha no Kickstarter. Aquelas metas continuaram após o término da campanha de financiamento inicial. Cada meta prometia, a adição de recursos extras, lançamento de itens decorativos no jogo, ou a adição de novas naves espaciais na versão final do jogo.
O programa de indicação foi introduzido em conjunto com o evento Citizencon de 2015, para recompensar existentes star citizens(jogadores/cidadãos) com pontos de recrutamento que podem ser usados com itens digitais no jogo e e os novos cidadãos que usarem os códigos de referência recebem 5.000 United Earth Credits (UEC) a moeda do jogo, que são utilizados na loja on-line Voyager Direct. O objetivo principal deste programa é aumentar a comunidade Star Citizen e o apoio ao título antes do lançamento.